# Motorenfabrik Hatz
La Motorenfabrik Hatz GmbH & Co. KG con sede a Ruhstorf an der Rott è una società metalmeccanica specializzata nella costruzione di motori Diesel.

## Storia
Nel 1868 viene aperta l'officina del fabbro Matthias Hatz a Ruhstorf che si specializzerà successivamente nella riparazione di macchinari per l'agricoltura. Dal 1906 l'officina si specializzerà poi nella costruzioni di motori a combustione interna. Dal 1910 iniziò la fabbricazione di un motore a bulbo caldo. Nel 1926 passarono alla produzione di motori Diesel.
Con il Machtergreifung del nazionalsocialismo del 1933 prese piede la produzione di macchinari e motori. I fratelli Hatz erano comunque ostili al NSDAP. Purtroppo diventarono a loro volta membri del partito per poter continuare a lavorare.
Con l'inizio della seconda guerra mondiale inizia l'opera di riarmo della Germania e la conseguente produzione di prodotti anche per uso militare. Verranno impiegati anche lavoratori prigionieri francesi e italiani così come russi.

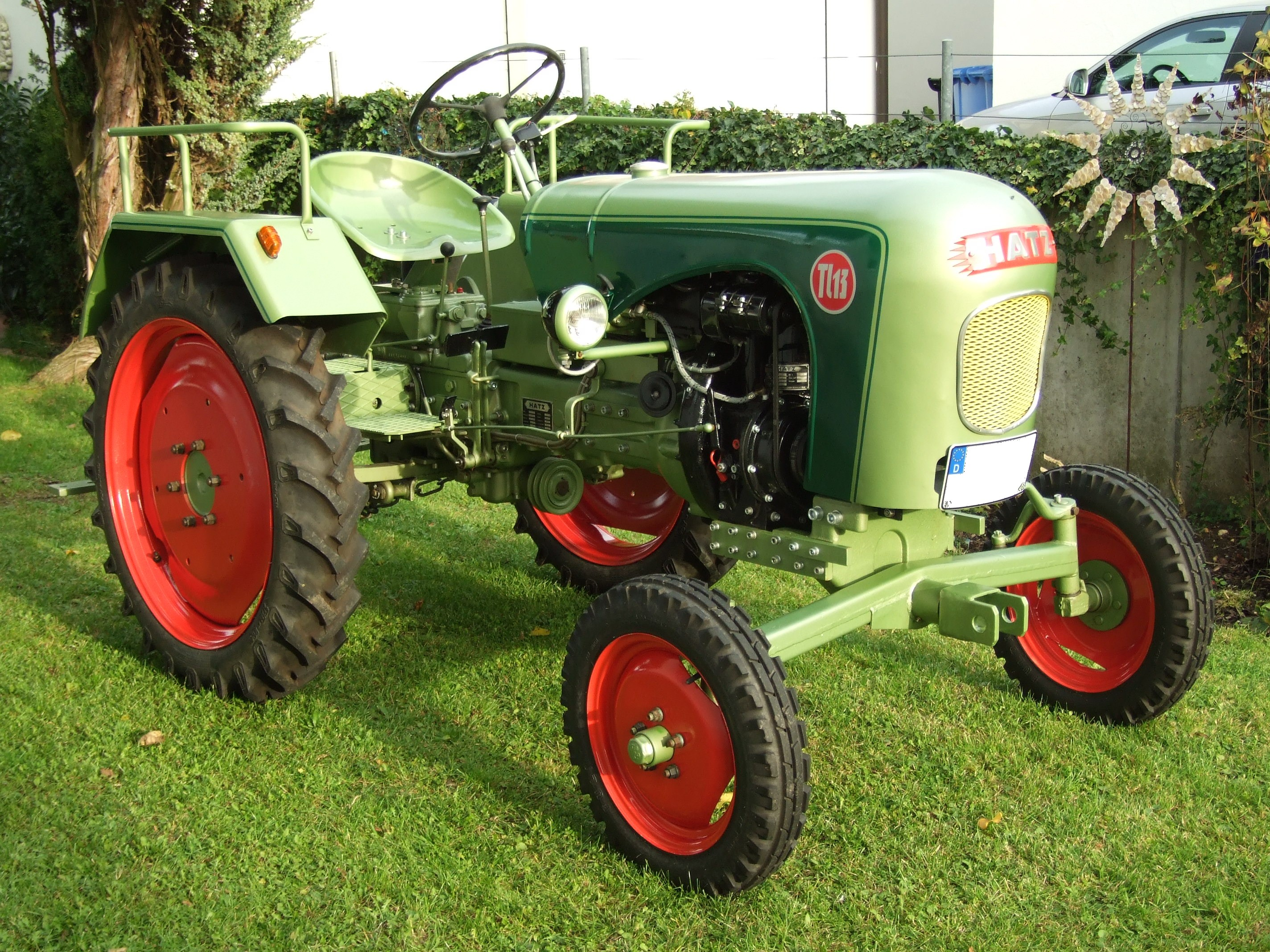
Tra il 1953 e il 1964 vennero prodotti trattori agricoli come il TL13

Nel dopoguerra la produzione si rivolse all'ambito civile, con la produzione di macchinari agricoli, oltre al ritorno della produzione di motori Diesel come l'E80. Dal 1953 iniziò la produzione di trattori agricoli.
Negli anni'80 verranno prodotti anche pezzi per motori di automobili di Audi e Volkswagen. Seguiranno anche case motociclistiche e di veicoli commerciali.  Nel 2021 la divisione componenti verrà rinominata Hatz Components GmbH poi ceduta nel 2023 alla Berylls Equity Partners verkauft.

## Prodotti

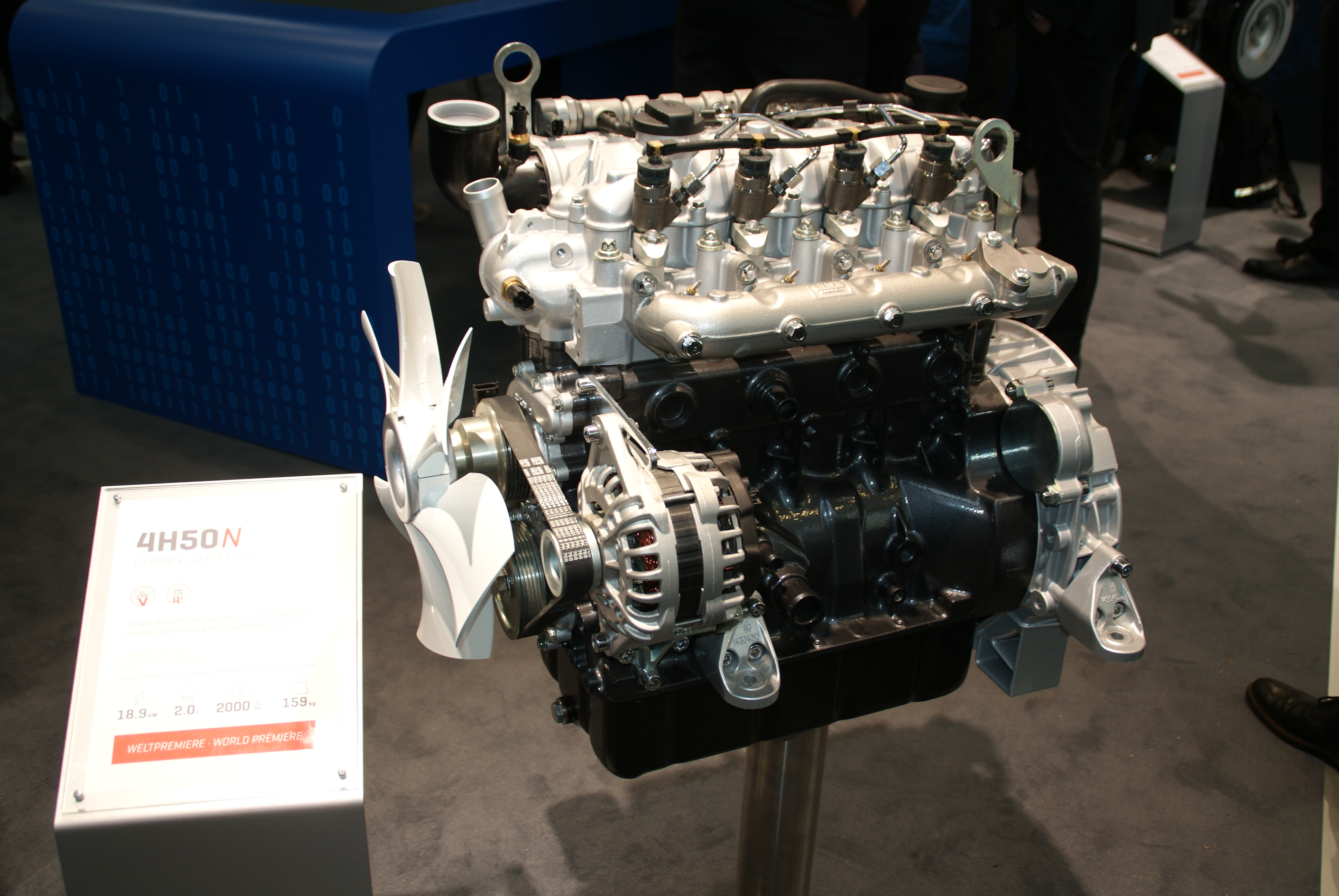
Motore Diesel 4 cilindri Hatz

I prodotti principali della Hatz sono motori Diesel fino a 4 cilindri, raffreddati sia ad aria che a liquido, della potenza massima di 64 kW. Sono esempi i motori per le macchine a piastra vibrante compattatrici per pavimenti, così come per piccoli mezzi movimento terra a ruote come pale caricatrici. I motori vengono anche impiegati per gruppi elettrogeni e pompe rotative per fluidi.